# Nastassia Mironchyk-Ivanova
Nastassia Mironchyk-Ivanova (née le 13 avril 1989) est une athlète biélorusse, spécialiste du saut en longueur.

## Carrière
Elle se révèle lors de la saison 2008 en décrochant la médaille d'argent des Championnats du monde juniors de 2008 avec un saut à 6,46 m, s'inclinant finalement face à la Serbe Ivana Španović (6,61 m). L'année suivante, à Kaunas, elle devient vice-championne d'Europe espoirs derrière l'Allemande Melanie Bauschke. Sélectionnée pour les Championnats du monde de Berlin, la Biélorusse franchit le cap qualifications et se classe onzième de la finale avec 6,29 m. 
Nastassia Mironchyk-Ivanova termine à la sixième place des Championnats d'Europe de 2010 et des Championnats d'Europe en salle de 2011. Début juin 2011, à Minsk, elle porte son record personnel à 6,85 m (+2,0 m/s). Lors des Championnats du monde de Daegu, la Biélorusse termine quatrième (6,74 m) en raison d'une marque laissée par sa queue-de-cheval lors de sa réception alors que son saut aurait pu lui offrir le podium voire la victoire. Elle récupère la médaille de bronze le 1er février 2017 à la suite de la disqualification d'Olga Kucherenko. 
En 2016, elle porte la meilleure performance mondiale de l'année à 6,84 m mais se classe le 19 mars 2016 9e des championnats du monde en salle de Portland avec une marque de 6,56 m. Le 25 novembre suivant, il est annoncé qu'elle est disqualifiée de sa 7e place de la finale des Jeux olympiques de Londres à la suite d'un contrôle antidopage positif.
Suspendue jusque 2018, elle revient à la compétition le 22 juin 2018 à Minsk avec 6,74 m (- 0,6 m/s).

## Palmarès
| Date | Compétition                       | Lieu      | Résultat | Marque |
| ---- | --------------------------------- | --------- | -------- | ------ |
| 2008 | Championnats du monde juniors     | Bydgoszcz | 2e       | 6,46 m |
| 2009 | Championnats d'Europe espoirs     | Kaunas    | 2e       | 6,76 m |
| 2009 | Championnats du monde             | Berlin    | 11e      | 6,29 m |
| 2010 | Championnats d'Europe             | Barcelone | 6e       | 6,75 m |
| 2011 | Championnats d'Europe en salle    | Paris     | 6e       | 6,55 m |
| 2011 | Championnats d'Europe espoirs     | Ostrava   | 6e       | 6,54 m |
| 2011 | Championnats du monde             | Daegu     | 3e       | 6,74 m |
| 2012 | Championnats du monde en salle    | Istanbul  | 5e       | 6,64 m |
| 2012 | Jeux olympiques                   | Londres   | —        | DQ     |
| 2015 | Championnats du monde             | Pékin     | —        | DQ     |
| 2016 | Championnats du monde en salle    | Portland  | —        | DQ     |
| 2018 | Championnats d'Europe             | Berlin    | 5e       | 6,58 m |
| 2019 | Championnats d'Europe en salle    | Glasgow   | 2e       | 6,93 m |
| 2019 | Jeux européens                    | Minsk     | 2e       | 6,71 m |
| 2019 | Championnats d'Europe par équipes | Sandnes   | 1re      | 6,76 m |
| 2019 | Championnats du monde             | Doha      | 5e       | 6,76 m |
| 2021 | Championnats d'Europe en salle    | Toruń     | 4e       | 6,72 m |

## Records
| Épreuve          | Épreuve   | Marque | Lieu    | Date         |
| ---------------- | --------- | ------ | ------- | ------------ |
| Saut en longueur | Plein air | 7,08 m | Minsk   | 12 juin 2012 |
| Saut en longueur | En salle  | 6,93 m | Glasgow | 3 mars 2019  |